# European Le Mans Series
La European Le Mans Series (en 2004 y 2005: Le Mans Endurance Series; entre 2006 y 2010: Le Mans Series) es un campeonato de automovilismo que se ha disputado con sport prototipos y gran turismos en el año 2001 (bajo la denominación European Le Mans Series), y luego desde 2004. Fue creada por el empresario estadounidense Don Panoz con el apoyo del Automobile Club de l'Ouest, para continuar con el proyecto iniciado en América del Norte, la American Le Mans Series, y se puede decir que esta última categoría es hermana. El campeón y subcampeón de la categoría recibe como premio la invitación de correr las 24 Horas de Le Mans.

## Historia
En su temporada inaugural, los automóviles debían cumplir con la homologación del ACO, compartida con la ALMS y las 24 Horas de Le Mans: LMP900 y LMP675 para sport prototipos, GTS y GT para gran turismos. Las siete fechas fueron las 12 Horas de Sebring, la Petit Le Mans, una carrera de 1000 km en Estoril y cuatro carreras de 2 horas 45 minutos en Donington Park, Jarama, Most y Vallelunga. Debido a la competencia que le ofrecía los ya establecidos Campeonato FIA GT y el Campeonato de la FIA de Sport Prototipos, varios equipos fueron abandonando la categoría a lo largo del año, y el campeonato se dejó de disputar.
Tras una carrera preparatoria de 1000 km en el Circuito de Bugatti a fines de 2003, el ACO reflotó el campeonato en 2004. Esta vez se organiza sin intervención de la International Motor Sports Association (el organismo fiscalizador de la ALMS), y con apoyo de la FIA para sustituir al Campeonato de la FIA de Sport Prototipos.
También se eligió acortar el calendario a menos de seis fechas y centrarlo en Europa (salvo las Mil Milhas Brasil de 2007). Asimismo, se estableció que todas las carreras fueran estrictamente de resistencia (al menos 1000 km de duración), por lo cual se recuperaron nombres de competiciones que habían formado parte del Campeonato Mundial de Resistencia décadas atrás, tales como los 1000 km de Nürburgring, los 1000 km de Spa-Francorchamps, los 1000 km de Monza y los 1000 km de Silverstone.
El Campeonato Mundial de Resistencia volvió a disputarse en 2012. Ante la escasez de competidores en la ELMS, el calendario se redujo a dos carreras de seis horas en Paul Ricard y Donington Park, más Petit Le Mans. En 2013 se volvió a un calendario de cinco carreras de tres horas, y a partir de 2014 tienen una duración de cuatro horas. La fecha de Silverstone sirve como telonera de las 6 Horas de Campeonato Mundial. En tanto, la ELMS acompañó a la World Series by Renault en tres fechas de 2013, el Auto GP en dos fechas de 2014, y el Renault Sport Trophy en cinco fechas de 2016.
Las clases de automóviles son idénticas a las de la ALMS y las 24 Horas de Le Mans. Inicialmente eran LMP1, LMP2 (sport prototipos), GT1 y GT2 (gran turismos; GT y GTS en 2004). En 2010 se añadió una tercera clase de sport prototipos, Formula Le Mans, que es una monomarca escuela donde todos compiten con Oreca FLM09; el año anterior había competido como telonera en carreras más cortas; en 2012 adoptará la denominación Le Mans Prototype Challenge. En 2011 se abandonó la clase GT1, y la GT2 se renombró y desglosó en dos: GTE Pro, con elección de pilotos libre, y GTE Am, para amateurs. A partir de 2012 la categoría LMP1 deja de disputarse para ahorrar costes y en su hueco lo ocupan la nueva categoría GTC.

## Circuitos
| - Algarve (2009-2010, 2017-2020 y 2025) - Donington Park (2001, 2006, 2012) - Cheste (2007) - Estambul (2005-2006) - Estoril (2001, 2011, 2014-2016) - Hungaroring (2010, 2013) - Imola (2011, 2013-2016 y 2025) | - Interlagos (2007) - Jarama (2001, 2006) - Le Castellet (2010-2020, y 2025) - Montmeló (2008-2009, 2019, 2024 y 2025) - Monza (2004-2005, 2007-2008, 2017-2020) - Most (2001) - Nürburgring (2004-2009) | - Road Atlanta (2001, 2012) - Sebring (2001) - Silverstone (2004-2005, 2007-2011, 2013-2019 y 2025) - Spa (2004-2011, 2016-2020 y 2025) - Vallelunga (2001) - Red Bull Ring (2013-2018) |

## Campeones

### Pilotos
| Año  | LMP900 / LMP1                                   | LMP675 / LMP2                                      | LMP675 / LMP2                                  | GTS / GT1                                             | GT / GT2                                              |
| ---- | ----------------------------------------------- | -------------------------------------------------- | ---------------------------------------------- | ----------------------------------------------------- | ----------------------------------------------------- |
| 2004 | Johnny Herbert Jamie Davies                     | Alexander Frei Sam Hancock                         | Alexander Frei Sam Hancock                     | Pedro Lamy Christophe Bouchut Steve Zacchia           | Román Rusinov                                         |
| 2005 | Jean-Christophe Boullion Emmanuel Collard       | Gareth Evans                                       | Gareth Evans                                   | Michele Bartyan Christian Pescatori Toni Seiler       | Xavier Pompidou Marc Lieb                             |
| 2006 | Jean-Christophe Boullion Emmanuel Collard       | Juan Barazi Michael Vergers                        | Juan Barazi Michael Vergers                    | Pedro Lamy Gabriele Gardel Vincent Vosse              | Marc Lieb Joël Camathias                              |
| 2007 | Stéphane Sarrazin Pedro Lamy                    | Mike Newton Thomas Erdos                           | Mike Newton Thomas Erdos                       | Soheil Ayari Stéphane Ortelli                         | Robert Bell                                           |
| 2008 | Alexandre Prémat Mike Rockenfeller              | Jos Verstappen                                     | Jos Verstappen                                 | Guillaume Moreau Patrice Goueslard                    | Robert Bell                                           |
| 2009 | Tomáš Enge Jan Charouz Stefan Mücke             | Miguel Amaral Olivier Pla                          | Miguel Amaral Olivier Pla                      | Yann Clairay Patrice Goueslard                        | Marc Lieb Richard Lietz                               |
| Año  | LMP1                                            | LMP2                                               | FLM                                            | GT1                                                   | GT2                                                   |
| 2010 | Stéphane Sarrazin                               | Thomas Erdos Mike Newton                           | Andrea Barlesi Gary Chalandon                  | Gabriele Gardel Patrice Goueslard                     | Marc Lieb Richard Lietz                               |
| Año  | LMP1                                            | LMP2                                               | FLM / LMPC                                     | GTE Pro                                               | GTE Am                                                |
| 2011 | Emmanuel Collard Julien Jousse                  | Karim Ojjeh Tom Kimber-Smith                       | Julien Schell Mirco Schultis Patrick Simon     | Giancarlo Fisichella Gianmaria Bruni                  | Nicolas Armindo Raymond Narac                         |
| Año  | LMP2                                            | LMP2                                               | FLM / LMPC                                     | GTE Pro                                               | GTE Am                                                |
| 2012 | Mathias Beche Pierre Thiriet                    | Mathias Beche Pierre Thiriet                       | John Hartshone                                 | Jonny Cocker                                          | Nicolas Armindo Raymond Narac Anthony Pons            |
| Año  | LMP2                                            | LMP2                                               | FLM / LMPC                                     | GTE                                                   | GTC                                                   |
| 2013 | Nelson Panciatici Pierre Ragues                 | Nelson Panciatici Pierre Ragues                    | Gary Hirsch Paul Loup Chatin                   | Johnny Mowlem Matt Griffin                            | Fabio Babini Kirill Ladygin Viktor Shaitar            |
| Año  | LMP2                                            | LMP2                                               | LMP2                                           | GTE                                                   | GTC                                                   |
| 2014 | Paul-Loup Chatin Nelson Panciatici Oliver Webb  | Paul-Loup Chatin Nelson Panciatici Oliver Webb     | Paul-Loup Chatin Nelson Panciatici Oliver Webb | Andrea Bertolini Sergey Zlobin Viktor Shaitar         | Anton Ladygin David Markozov Olivier Beretta          |
| Año  | LMP2                                            | LMP2                                               | LMP3                                           | GTE                                                   | GTC                                                   |
| 2015 | Björn Wirdheim Gary Hirsch Jon Lancaster        | Björn Wirdheim Gary Hirsch Jon Lancaster           | Charlie Robertson Chris Hoy                    | Andrea Rizzoli Johnny Laursen Mikkel Mac              | Dino Lunardi Eric Dermontn Franck Perera              |
| Año  | LMP2                                            | LMP2                                               | LMP3                                           | GTE                                                   | GTE                                                   |
| 2016 | Simon Dolan Giedo van der Garde Harry Tincknell | Simon Dolan Giedo van der Garde Harry Tincknell    | Alex Brundle Christian England Mike Guasch     | Andrew Howard Alex MacDowall Darren Turner            | Andrew Howard Alex MacDowall Darren Turner            |
| 2017 | Guillermo Rojas Leo Roussel                     | Guillermo Rojas Leo Roussel                        | John Falb Sean Rayhall                         | Jody Fannin Robert Smith                              | Jody Fannin Robert Smith                              |
| 2018 | Andrea Pizzitola Roman Rusinov                  | Andrea Pizzitola Roman Rusinov                     | John Farano Rob Garofall Job van Uitert        | Gianluca Roda Giorgio Roda                            | Gianluca Roda Giorgio Roda                            |
| 2019 | Guillermo Rojas Paul Lafargue Paul Loup Chatin  | Guillermo Rojas Paul Lafargue Paul Loup Chatin     | Jens Petersen Mikkel Jensen                    | Alessandro Pier Guidi Fabien Lavergne Nicklas Nielsen | Alessandro Pier Guidi Fabien Lavergne Nicklas Nielsen |
| 2020 | Filipe Albuquerque Philip Hanson                | Filipe Albuquerque Philip Hanson                   | Robert Wheldon Tom Gamble Wayne Boyd           | Alessio Picariello Christian Ried Michele Beretta     | Alessio Picariello Christian Ried Michele Beretta     |
| Año  | LMP2                                            | LMP2 Pro-Am                                        | LMP3                                           | GTE                                                   | GTE                                                   |
| 2021 | Louis Delétraz Robert Kubica Ye Yifei           | John Falb Rui Andrade                              | Laurents Hörr                                  | Matteo Cressoni Rino Mastronardi Miguel Molina        | Matteo Cressoni Rino Mastronardi Miguel Molina        |
| 2022 | Louis Delétraz Ferdinand Habsburg               | Charlie Eastwood Salih Yoluç                       | Mike Benham Malthe Jakobsen Maurice Smith      | Gianmaria Bruni Lorenzo Ferrari Christian Ried        | Gianmaria Bruni Lorenzo Ferrari Christian Ried        |
| Año  | LMP2                                            | LMP2 Pro-Am                                        | LMP3                                           | LMGTE                                                 | LMGTE                                                 |
| 2023 | James Allen Alex Lynn Kyffin Simpson            | Matthieu Vaxivière François Perrodo                | Adrien Chila Alex García Marcos Siebert        | Ryan Hardwick Alessio Picariello Zacharie Robichon    | Ryan Hardwick Alessio Picariello Zacharie Robichon    |
| 2024 | Louis Delétraz Jonny Edgar Robert Kubica        | Matthieu Vaxivière Alessio Rovera François Perrodo | Nick Adcock Michael Jensen Gaël Julien         | Andrea Caldarelli Hiroshi Hamaguchi Axcil Jefferies   | Andrea Caldarelli Hiroshi Hamaguchi Axcil Jefferies   |

### Equipos
| Año  | LMP900 / LMP1                         | LMP675 / LMP2                    | LMP675 / LMP2                    | GTS / GT1                             | GT / GT2                          |
| ---- | ------------------------------------- | -------------------------------- | -------------------------------- | ------------------------------------- | --------------------------------- |
| 2001 | Johansson Audi R8 LMP                 | Bonnet Debora LMP200             | Bonnet Debora LMP200             | RML Saleen S7-R                       | P.K. Porsche 911                  |
| 2004 | Audi Sport UK Veloqx Audi R8 LMP      | Courage Courage C65              | Courage Courage C65              | Larbre Ferrari 550                    | Sebah Porsche 911                 |
| 2005 | Pescarolo Pescarolo C60               | Chamberlain-Synergy Lola B05/40  | Chamberlain-Synergy Lola B05/40  | BMS Scuderia Italia Ferrari 550       | Sebah Porsche 911                 |
| 2006 | Pescarolo Pescarolo C60               | Barazi-Epsilon Courage C65       | Barazi-Epsilon Courage C65       | Aston Martin Larbre Aston Martin DBR9 | Autorlando Porsche 911            |
| 2007 | Peugeot Peugeot 908                   | RML MG-Lola EX264                | RML MG-Lola EX264                | Oreca Saleen S7-R                     | Virgo Ferrari F430                |
| 2008 | Audi Sport Joest Audi R10 TDI         | Van Merksteijn Porsche RS Spyder | Van Merksteijn Porsche RS Spyder | Alphand Chevrolet Corvette            | Virgo Ferrari F430                |
| 2009 | Aston Martin Lola-Aston Martin B09/60 | ASM Ginetta-Zytek GZ09S/2        | ASM Ginetta-Zytek GZ09S/2        | Alphand Chevrolet Corvette            | Felbermayr-Proton Porsche 911     |
| Año  | LMP1                                  | LMP2                             | FLM                              | GT1                                   | GT2                               |
| 2010 | Oreca Peugeot 908 HDI FAP             | RML Lola B08/80                  | DAMS Oreca FLM09                 | Larbre Saleen S7-R                    | Felbermayr-Proton Porsche 911     |
| Año  | LMP1                                  | LMP2                             | FLM / LMPC                       | GTE Pro                               | GTE Am                            |
| 2011 | Rebellion Lola B10/60                 | Greaves Zytek Z11SN              | Pegasus Oreca FLM09              | AF Corse Ferrari 458 Italia           | IMSA Porsche 911                  |
| Año  | LMP2                                  | LMP2                             | FLM / LMPC                       | GTE Pro                               | GTE Am                            |
| 2012 | Thiriet by TDS Oreca 03               | Thiriet by TDS Oreca 03          | Boutsen Ginion Oreca FLM09       | JMW Ferrari 458 Italia                | IMSA Porsche 911                  |
| Año  | LMP2                                  | LMP2                             | FLM / LMPC                       | GTE                                   | GTC                               |
| 2013 | Signatech Oreca 03                    | Signatech Oreca 03               | Endurance Challenge Oreca FLM09  | RAM Ferrari 458 Italia                | SMP Ferrari 458 Italia            |
| Año  | LMP2                                  | LMP2                             | LMP2                             | LMGTE                                 | GTC                               |
| 2014 | Signatech Oreca 03                    | Signatech Oreca 03               | Signatech Oreca 03               | SMP Ferrari 458 Italia                | SMP Ferrari 458 Italia            |
| Año  | LMP2                                  | LMP2                             | LMP3                             | LMGTE                                 | GTC                               |
| 2015 | Greaves Gibson 015S                   | Greaves Gibson 015S              | Team LNT Ginetta-Nissan          | Formula Ferrari 458 Italia            | TDS BMW Z4                        |
| Año  | LMP2                                  | LMP2                             | LMP3                             | LMGTE                                 | LMGTE                             |
| 2016 | G-Drive Gibson 015S                   | G-Drive Gibson 015S              | United Ligier-Nissan             | Aston Martin Aston Martin Vantage     | Aston Martin Aston Martin Vantage |
| 2017 | G-Drive Racing                        | G-Drive Racing                   | RLR Msport                       | JMW Motorsports                       | JMW Motorsports                   |
| 2018 | G-Drive Racing                        | G-Drive Racing                   | United Autosports                | Proton Competition                    | Proton Competition                |
| 2019 | IDEC Sport Racing                     | IDEC Sport Racing                | EuroInternational                | Luzich Racing                         | Luzich Racing                     |
| 2020 | United Autosports                     | United Autosports                | United Autosports                | Proton Competition                    | Proton Competition                |
| Año  | LMP2                                  | LMP2 Pro-Am                      | LMP3                             | GTE                                   | GTE                               |
| 2021 | Team WRT                              | G-Drive Racing                   | DKR Engineering                  | Iron Lynx                             | Iron Lynx                         |
| 2022 | Prema Racing                          | Racing Team Turkey               | Cool Racing                      | Proton Competition                    | Proton Competition                |
| Año  | LMP2                                  | LMP2 Pro-Am                      | LMP3                             | LMGTE                                 | LMGTE                             |
| 2023 | Algarve Pro Racing                    | AF Corse                         | Cool Racing                      | Proton Competition                    | Proton Competition                |
| 2024 | AO by TF                              | AF Corse                         | RLR MSport                       | Iron Lynx                             | Iron Lynx                         |